# Herma Bauma
Herma Bauma, született Hermine Bauma (Bécs, 1915. január 23. – Bécs, 2003. február 9.) olimpiai bajnok osztrák atléta, gerelyhajító, világbajnoki ezüstérmes kézilabdázó.

## Pályafutása

### Atlétaként
1931 és 1952 között 15 osztrák országos bajnoki címet nyert. Ezek közül hármat – 1941 és 1943 között – a Harmadik Birodalom ideje alatt ért el.
Három olimpián vett részt. Az 1936-as berlini olimpián a negyedik helyen végzett. A második világháború után az 1948-as londoni olimpián 45,57 méteres eredménnyel olimpiai bajnok lett. 1950 augusztusában a brüsszeli Európa-bajnokságon ezüstérmet szerzett. Az 1952-es helsinki olimpiai játékok után, ahol a kilencedik helyen végzett, befejezte atlétikai pályafutását.
Két új világrekordot állított fel: 1947. június 29-én Bécsben 48,21 méterrel és 1948. szeptember 12-én szintén Bécsben a 48,63 méterrel. Ez utóbbi egyéni legjobb eredménye volt.

### Kézilabdázóként
A Danubia klubban játszott szabadtéri kézilabdát és számos osztrák bajnoki címet nyert az együttessel.
Az 1949-es magyarországi szabadtéri világbajnokságon ezüstérmes lett az osztrák válogatott tagjaként.

## Sikerei, díjai
Atlétika
- Olimpiai játékok – gerelyhajítás
  - aranyérmes: 1948, London
- Európa-bajnokság – gerelyhajítás
  - ezüstérmes: 1950

Kézilabda
- Világbajnokság - szabadtéri
  - ezüstérmes: 1949, Magyarország